# Agnes Krumwiede

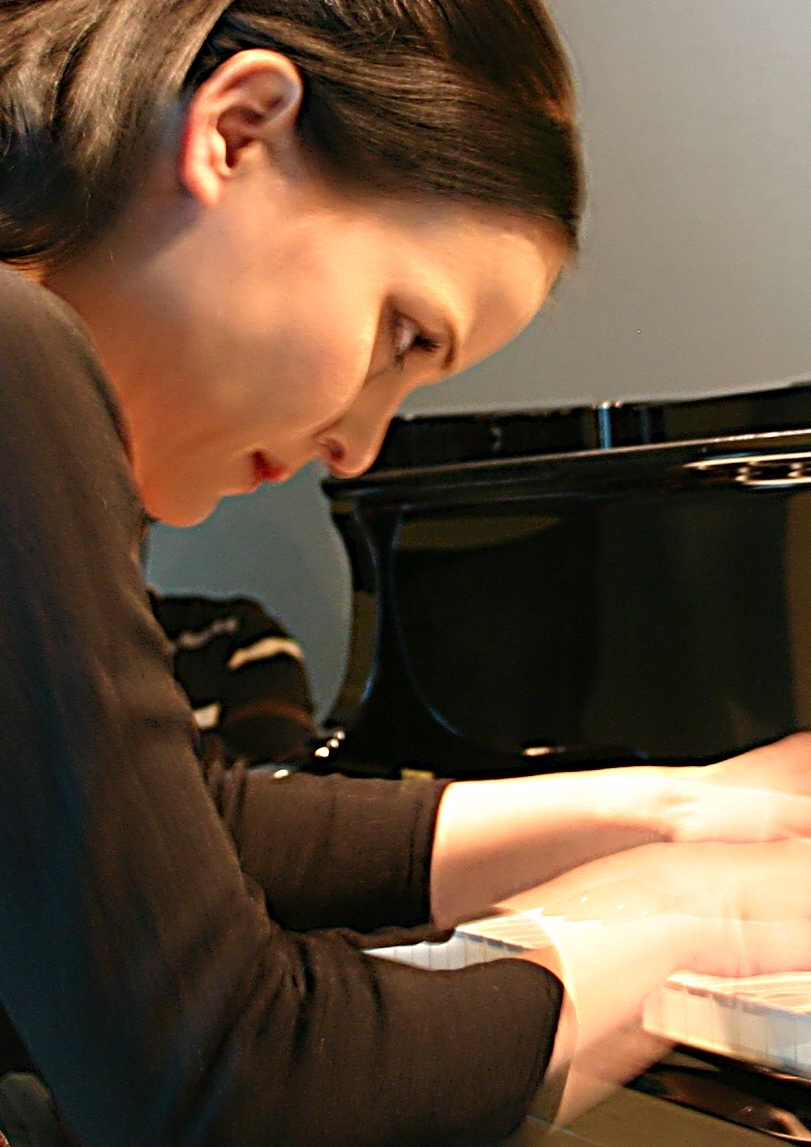
Agnes Krumwiede (2009 beim Klavierspiel)

Agnes Krumwiede (* 17. Januar 1977 in Neuburg an der Donau) ist eine deutsche Politikerin (Bündnis 90/Die Grünen). Sie war von 2009 bis 2013 Mitglied des Deutschen Bundestages und Sprecherin für Kulturpolitik der Bundestagsfraktion der Grünen.

## Leben und Wirken

### Ausbildung und Privates
Krumwiede legte ihr Abitur 1999 am Gabrieli-Gymnasium Eichstätt ab. Sie ist Diplom-Musikerin und Pianistin mit Konzertexamen. Sie leitete bis 2009 eine Klavierschule in Ingolstadt und war freiberuflich als Konzertpianistin und Liedbegleiterin tätig. Zudem war sie freie Mitarbeiterin beim Bayerischen Rundfunk und beim Donaukurier.
Krumwiede ist ledig, lebt in Ingolstadt und hat einen Sohn mit dem Politiker Stephan Kühn. Die Politikerin Franziska Krumwiede-Steiner ist ihre Schwester.

### Politische Karriere
Seit 2001 ist Krumwiede Mitglied der Partei Bündnis 90/Die Grünen. Sie ist Gründungsmitglied der Grünen Jugend Ingolstadt und war während ihres Studiums Stipendiatin der parteinahen Heinrich-Böll-Stiftung. 2002 und 2008 kandidierte sie für den Stadtrat in Ingolstadt, 2003 war sie Landeslistenkandidatin bei der Bayerischen Landtagswahl. Bei der Bundestagswahl 2009 trat sie als Direktkandidatin im Wahlkreis Ingolstadt an und erlangte 8,2 % der Erststimmen. Über Landeslistenplatz 9 schaffte sie den Einzug in den Bundestag. Dort war sie Sprecherin für Kulturpolitik der Bundestagsfraktion der Grünen und Obfrau der Fraktion im Ausschuss für Kultur und Medien. Bei der Bundestagswahl 2013 verpasste sie den Wiedereinzug ins Parlament.

### Im Film
Im Film „Die Gewählten“ von Nancy Brandt ist Agnes Krumwiede eine von fünf jungen Abgeordneten, die in einer filmischen Langzeitstudie während ihrer ersten Legislatur 2009 bis 2013 begleitet werden.